# Carolinas College of Health Sciences
Carolinas College of Health Sciences es una universidad pública sin fines de lucro centrada en las ciencias de la salud y está ubicada tanto en línea como con un campus físico en Charlotte, Carolina del Norte. Las raíces de la universidad se remontan a la década de 1940, cuando Charlotte Memorial Hospital, ahora Atrium Health Carolinas Medical Center (CMC), brindó enfermería hospitalaria y capacitación en salud afines, formando las raíces de Carolinas College. La universidad es propiedad de Atrium Health. Ofrece certificados, títulos asociados y títulos de licenciatura en el campus y en línea. La universidad se enfoca en educar, involucrar y capacitar a los profesionales para un entorno de atención médica en evolución. Los graduados superan constantemente los puntos de referencia de las pruebas de certificación estatales y nacionales. El presidente actual de la universidad es el Dr. T. Hampton Hopkins.

## Académica
Carolinas College of Health Sciences ofrece programas educativos que conducen al empleo de nivel inicial en carreras de atención médica, así como programas para que los profesionales de la salud avancen en sus funciones actuales. La universidad ofrece programas de enfermería, estudios generales, simulación de atención médica, ciencias de laboratorio clínico y ciencias de diagnóstico e imágenes, como la tecnología radiológica. Algunos programas se pueden completar completamente en línea, mientras que otros se ofrecen en el campus de la universidad en Charlotte.   La universidad está acreditada por la Comisión de Universidades de la Asociación de Universidades y Escuelas del Sur para otorgar el título de Asociado en Ciencias Aplicadas y el título de Bachillerato. Los programas individuales también pueden tener acreditaciones adicionales.